# Fumana bonapartei
Fumana bonapartei là một loài thực vật có hoa trong họ Nham mân khôi. Loài này được Maire & Petitm. mô tả khoa học đầu tiên năm 1908.